# 珠江鋼管
珠江石油天然氣鋼管控股有限公司，簡稱珠江石油天然氣鋼管控股、珠江石油天然氣鋼管，以及珠江鋼管（英語：Chu Kong Petroleum and Natural Gas Steel Pipe Holdings Limited，港交所：1938），在1993年由陳昌先生（董事長及首席執行官）創立，名為「番禺珠江鋼管有限公司」。
現時業務是在中國內地經營直縫埋弧焊鋼管製造，現時總部位於香港九龍尖沙咀廣東道33號中港城第3座15樓1、2及19室，以及中国广东省广州市番禺区清河东路石基路段。
而股份在2010年2月10日於香港交易所主板上市。招股價為6.15港元，發行股份為300,000,000股，集資額為1,845,000,000港元。

## 連結
- PCK.com.cn （页面存档备份，存于）